# Ernst-Moritz-Arndt-Plakette
Die Ernst-Moritz-Arndt-Plakette ist die höchste Auszeichnung, die der Bund der Vertriebenen Landesverband Nordrhein-Westfalen e. V. vergibt. Zu unterscheiden ist die Ernst-Moritz-Arndt-Medaille der Nationalen Front der DDR.

## Preisträger (Auswahl)
- Friedrich-Carl Schultze-Rhonhof (1988)
- Heinz Mönkemeyer (1993)[1]
- Helmut Marmulla (1993)[2]
- Willy Rosenau (1995)[3]
- Paul Latussek (1998)[4]
- Walter Mende (2001)
- Gudrun Schmidt (2002)[5]
- Heinke Braß (2006)[6]
- Sven-Georg Adenauer (2010)[7]
- Johannes Weißbarth (2018)[8]